# Koduj24.pl
Koduj24.pl – portal internetowy uruchomiony w czerwcu 2016 roku z inicjatywy Magdaleny Jethon. We wrześniu 2021 roku zakończył działalność z powodu problemów finansowych. Serwis był związany ze stowarzyszeniem Komitet Obrony Demokracji.
Portal zajmował się tematami politycznymi. Jego autorami zostali m.in. Igor Brejdygant, Magda Dygat, Agnieszka Kublik, Krystyna Kofta, Wojciech Maziarski, Eliza Michalik, Jerzy Sosnowski, prof. Magdalena Środa, Michał Ogórek, Wojciech Pszoniak i ks. prof. Alfred Wierzbicki.